# Heaven Knows
Singles de Nana Mizuki
Omoi
(2000) The Place of Happiness
(2001)
Heaven Knows est le 2e Single de la chanteuse et seiyū japonaise Nana Mizuki sorti le 25 avril 2001 sous le label King Records. Il n'arrive pas dans le classement de l'Oricon.
Heaven Knows a été utilisé comme thème de fermeture pour l'anime RUN=DIM. Une autre version de la face A, Heaven Knows -brave edit-, ainsi que de la face-B, Look Away -All Together Version-,  se trouvent sur l'album Supersonic Girl. Heaven Knows se trouve sur la compilation The Museum.

## Clip
Le clip d'Heaven Knows commence par une vie sur Nana, allongée dans une salle sombre au milieu de petites billes. Un peu plus loin, une télévision installée sur des parpaings laissent apparaître des lèvres qui semblent lui "dicter" quelque chose. On retrouve également Nana chantant sur un toit. Il s'agit du premier clip tournée pour Nana Mizuki et il ne semble pas avoir d'histoire propre.

## Liste des titres
| 1. | Heaven Knows (lit. Le Paradis sait)  | 4:25 |
| 2. | Look Away (アlit. Détourne les yeux) | 4:17 |
| 3. | Heaven Knows (version instrumentale) | 4:23 |

Auteurs : Les paroles sont écrites par Chokkyu Murano. La musique de la face-A est composée par Ataru Sumiyoshi, tandis que celle de la face-B composée par JUNKO. Tous les arrangements sont de Nobuhiro Makino.